# Ша Сэн
Ша Сэн или Ша Уцзин (кит. трад. 沙僧 / 沙悟凈, пиньинь Shā Sēng / Shā Wùjìng) — персонаж романа Путешествие на Запад, один из учеников монаха Сюаньцзана, сопровождавших его в путешествии в Индию за священными сутрами.

## Биография
Как и Чжу Бацзе, Ша Сэн был генералом Небес, но был сослан на землю и лишён имени за то, что во дворце на пиру разбил ценную хрустальную вазу. Он превратился в песчаного демона-каннибала и прятался в реке каждую ночь, чтобы избежать наказания небес за грехи. Когда Сюаньцзан и его ученики проходили мимо, он вышел из воды в образе рыжебородого великана с синей кожей и с ожерельем из человеческих черепов. Сунь Укун и Чжу Бацзе напали на него, и началась битва. Поняв, что проигрывает, демон скрылся под водой, но Бацзе прыгнул следом. Увидев это с небес, Мокша, ученик богини Гуаньинь, сказал людоеду, что тот сражается со своим учителем. Поняв, кому он бросил вызов и кто сможет искупить его грехи, демон снял ожерелье из черепов и сделал из него лодку. Черепа принадлежали  праведным монахам, поэтому, в отличие от всего прочего, не тонули в реке. Сюаньцзан, его ученики и демон продолжили своё путешествие. В знак благодарности Сюаньцзан вернул демону его имя — Ша Сэн.